# Robert Shelton
Robert Shelton, nato Robert Shapiro (Chicago, 28 giugno 1926 – Brighton, 11 dicembre 1995), è stato un critico musicale e cinematografico statunitense.
Shelton ha contribuito a lanciare, all'inizio degli anni Sessanta, la carriera di Bob Dylan, cantante ventenne allora sconosciuto. Nel 1961, Dylan si esibiva al Gerdes Folk City nel West Village, uno dei locali folk più famosi di New York, in apertura del concerto bluegrass dei Greenbriar Boys. La recensione positiva di Shelton sul New York Times portò una pubblicità cruciale a Dylan facendogli poi ottenere un contratto discografico con la Columbia.

## Opere
- https://books.google.com/books?id=34KWSYgateQC&printsec=frontcover[collegamento interrotto], 1986, Da Capo Press reprint 2003, ISBN 0-306-81287-8
- No Direction Home: The Life and Music of Bob Dylan: Revised and Updated Edition Archiviato il 12 novembre 2012 in Internet Archive., 2011, Omnibus Press, ISBN 9781849389112 A new edition, with some 20,000 words of Shelton's original text restored, published in 2011 to mark Dylan's seventieth birthday.
- Bob Dylan: No Direction Home. Revised Illustrated Edition and with a New Foreword and Afterword by Elizabeth Thomson. 2021 Palazzo Editions UK, Sterling US/Canada, Hardie Grant Australia, Flammarion France, Pangea,Czech Republic